# UD트럭 SLF
UD트럭 SLF(영어: UD Truck SLF, 일본어: UD・エスエルエフ)는 일본 UD 트럭사가 생산하는 저상버스로 2015년에 출시되었다. UD트럭 퀘스터, UD트럭 크로너, UD트럭 쿠제와 마찬가지로 개발도상국 전략 차종이기 때문에 일본 시장에서 판매하지 않는다. UD트럭 BRT 모델과 함께 현재까지 생산하고 있는 버스 차량이다.

## 같이 보기
- UD트럭
- 닛산 디젤 큐온
- UD트럭 퀘스터
- UD트럭 크로너
- UD트럭 카제트
- UD트럭 쿠제